# Lijst van voetbalinterlands Australië - China (vrouwen)
Deze lijst van voetbalinterlands is een overzicht van alle officiële voetbalinterlands tussen de nationale vrouwenteams van Australië en China. De landen hebben tot nu toe 46 keer tegen elkaar gespeeld.

## Wedstrijden
| №  | Plaats          | Datum             | Competitie                                     | Wedstrijd         | Uitslag            |
| -- | --------------- | ----------------- | ---------------------------------------------- | ----------------- | ------------------ |
| 1  | Guangzhou       | 8 juni 1988       | FIFA Women's Invitation Tournament             | China − Australië | 7 − 0              |
| 2  | Västerås        | 8 juni 1995       | WK 1995                                        | China − Australië | 4 − 2              |
| 3  | Bradenton       | 11 juli 1996      | Vriendschappelijk                              | Australië − China | 0 − 1              |
| 4  | Bradenton       | 14 juli 1996      | Vriendschappelijk                              | Australië − China | 1 − 2              |
| 5  | Lismore         | 16 november 1997  | Vriendschappelijk                              | Australië − China | 0 − 3              |
| 6  | Canberra        | 23 november 1997  | Vriendschappelijk                              | Australië − China | 2 − 1              |
| 7  | Montechoro      | 18 maart 1999     | Algarve Cup                                    | Australië − China | 0 − 2              |
| 8  | East Rutherford | 26 juni 1999      | WK 1999                                        | China − Australië | 3 − 1              |
| 9  | Zhuhai          | 28 oktober 1999   | Vriendschappelijk                              | China − Australië | 3 − 1              |
| 10 | Xiamen          | 31 oktober 1999   | Vriendschappelijk                              | China − Australië | 4 − 2              |
| 11 | Sydney          | 2 juni 2000       | Vriendschappelijk                              | Australië − China | 1 − 1 (n.p. 3 - 4) |
| 12 | Yangzhou        | 14 augustus 2000  | Vriendschappelijk                              | China − Australië | 3 − 0              |
| 13 | Shanghai        | 17 augustus 2000  | Vriendschappelijk                              | China − Australië | 0 − 0              |
| 14 | Jinan           | 28 augustus 2003  | Vriendschappelijk                              | China − Australië | 2 − 0              |
| 15 | Qingdao         | 31 augustus 2003  | Vriendschappelijk                              | China − Australië | 2 − 0              |
| 16 | Carson          | 25 september 2003 | WK 2003                                        | China − Australië | 1 − 1              |
| 17 | Brisbane        | 24 februari 2004  | Vriendschappelijk                              | Australië − China | 0 − 0              |
| 18 | Peking          | 30 juni 2004      | Vriendschappelijk                              | China − Australië | 0 − 2              |
| 19 | Peking          | 1 juli 2004       | Vriendschappelijk                              | China − Australië | 1 − 1              |
| 20 | Quanzhou        | 30 januari 2005   | Vriendschappelijk                              | China − Australië | 3 − 0              |
| 21 | Tianjin         | 16 juli 2005      | Vriendschappelijk                              | China − Australië | 1 − 2              |
| 22 | Tianjin         | 19 juli 2005      | Vriendschappelijk                              | China − Australië | 2 − 0              |
| 23 | Gosford         | 25 november 2005  | Vriendschappelijk                              | Australië − China | 0 − 0              |
| 24 | Tumbi Umbi      | 28 november 2005  | Vriendschappelijk                              | Australië − China | 3 − 1              |
| 25 | Sydney          | 3 december 2005   | Vriendschappelijk                              | Australië − China | 0 − 0              |
| 26 | Shanghai        | 16 juni 2006      | Vriendschappelijk                              | China − Australië | 2 − 1              |
| 27 | Shanghai        | 19 juni 2006      | Vriendschappelijk                              | China − Australië | 2 − 0              |
| 28 | Adelaide        | 30 juli 2006      | Aziatisch kampioenschap 2006                   | Australië − China | 2 − 2 (n.p. 2 - 4) |
| 29 | Xianghe         | 30 mei 2007       | Vriendschappelijk                              | China − Australië | 2 − 2              |
| 30 | Tianjin         | 16 augustus 2007  | Vriendschappelijk                              | China − Australië | 2 − 3              |
| 31 | Tianjin         | 19 augustus 2007  | Vriendschappelijk                              | China − Australië | 1 − 3              |
| 32 | Tianjin         | 9 juli 2008       | Vriendschappelijk                              | China − Australië | 5 − 0              |
| 33 | Chengdu         | 23 mei 2010       | Aziatisch kampioenschap 2010                   | China − Australië | 1 − 0              |
| 34 | Jinan           | 8 september 2011  | Olympische Spelen 2012 kwalificatie            | Australië − China | 1 − 0              |
| 35 | Shenzhen        | 24 november 2012  | Oost-Aziatisch kampioenschap 2013 kwalificatie | China − Australië | 2 − 1              |
| 36 | Wollongong      | 24 november 2013  | Vriendschappelijk                              | Australië − China | 2 − 0              |
| 37 | Parramatta      | 27 november 2013  | Vriendschappelijk                              | Australië − China | 2 − 1              |
| 38 | Chongqing       | 25 oktober 2015   | Vriendschappelijk                              | China − Australië | 1 − 1              |
| 39 | Osaka           | 9 maart 2016      | Olympische Spelen 2016 kwalificatie            | Australië − China | 1 − 1              |
| 40 | Parchal         | 6 maart 2017      | Algarve Cup                                    | China − Australië | 1 − 2              |
| 41 | Melbourne       | 22 november 2017  | Vriendschappelijk                              | Australië − China | 3 − 0              |
| 42 | Geelong         | 26 november 2017  | Vriendschappelijk                              | Australië − China | 5 − 1              |
| 43 | Albufeira       | 5 maart 2018      | Algarve Cup                                    | Australië − China | 2 − 0              |
| 44 | Sydney          | 13 februari 2020  | Olympische Spelen 2020 kwalificatie            | Australië − China | 1 − 1              |
| 45 | Adelaide        | 31 mei 2024       | Vriendschappelijk                              | Australië − China | 1 − 1              |
| 46 | Sydney          | 3 juni 2024       | Vriendschappelijk                              | Australië − China | 2 − 0              |

## Samenvatting
| Competitie                                | Totaal gespeeld | Winst Australië | Gelijk | Winst China | Doelsaldo Australië – China |
| ----------------------------------------- | --------------- | --------------- | ------ | ----------- | --------------------------- |
| WK-eindronde                              | 3               | 0               | 1      | 2           | 4 − 8                       |
| Olympische Spelen kwalificatie            | 3               | 1               | 2      | 0           | 3 − 2                       |
| Aziatisch kampioenschap                   | 2               | 0               | 1      | 1           | 2 − 3                       |
| Oost-Aziatisch kampioenschap kwalificatie | 1               | 0               | 0      | 1           | 1 − 2                       |
| FIFA Women's Invitation Tournament        | 1               | 0               | 0      | 1           | 0 − 7                       |
| Algarve Cup                               | 3               | 2               | 0      | 1           | 4 − 3                       |
| Vriendschappelijk                         | 33              | 11              | 9      | 13          | 40 − 48                     |
| Totaal                                    | 46              | 14              | 13     | 19          | 54 − 73                     |